# After the Sunset
After the Sunset è un film del 2004 diretto da Brett Ratner e interpretato da Pierce Brosnan e Salma Hayek.

## Trama
Max Burdett e la sua ragazza Lola Cirillo sono una coppia di ladri specializzati in furti di gioielli ad alto rischio. Un giorno rubano il secondo di tre famosi diamanti, noti come i diamanti di Napoleone, dallo Staples Center di Los Angeles, sotto il naso di Stanley P. Lloyd, agente dell'FBI e loro nemico numero uno da sette anni. Ma Lloyd spara a Max prima di svenire per essere stato gasato dai ladri. Max sopravvive e dice a Lola di prendere il diamante. Lo fa, lasciando al suo posto la banconota da un dollaro che aveva ricevuto come mancia per aver lavato il parabrezza degli agenti (mentre era travestita da uomo con i dreadlock e dall'aspetto trasandato). Dopo aver compiuto con successo anche questo colpo, Max e Lola decidono di andare in pensione e si trasferiscono alle Bahamas
L'agente Lloyd si presenta 6 mesi dopo e accusa Burdett di aver pianificato un possibile nuovo colpo: un furto a una ricca collezioni di gioielli, il cui pezzo forte è il terzo diamante di Napoleone, l'ultimo della serie, che si trova esposto su una nave da crociera che attraccherà per una settimana sull'isola. Max nega questo, e inconsapevolmente ribalta la situazione e fa amicizia con il frustrato detective Lloyd, mostrandogli i piaceri che le Bahamas ha da offrire, pagando anche la suite più costosa, la suite bridge, finché Lloyd è lì.
Lloyd, fuori dal suo elemento, si adatta rapidamente allo stile di vita rilassato dei Caraibi. Collabora con Sophie, un poliziotto locale, per cercare di catturare finalmente Max quando ruba il diamante, che Max visita e in seguito cede alla tentazione di rubare, nonostante Lola tenti di convincerlo che è meglio ritirarsi. Henri Moorè, un magnate potente e popolare considerato da alcuni un gangster, viene a conoscenza dell'impressionante storia di Burdett come ladro. Quindi, gli offre ulteriori benefici e piaceri della vita sull'isola in cambio del furto del diamante.
Burdett, desiderando ancora il diamante per sé, finge di lavorare con Moorè. Gli dà un piano falso su come avrebbe rubato il diamante (che aveva precedentemente raccontato a Stan), senza avere problemi a tenere il passo con la sua nemesi nel frattempo. Lola caccia Max dopo che lui ha infranto la sua promessa di trascorrere il loro primo tramonto sul suo nuovo terrazzo su cui stava lavorando e dopo aver scoperto che aveva mentito sul fatto di averle scritto, come promesso, le sue promesse.
Max è costretto a dormire con Stan e condividono i loro pensieri sulla vita dell'altro. La mattina dopo, le autorità e Sophie li scoprono, rivelando che Stan era stato sospeso dall'FBI dopo aver perso il secondo diamante di Napoleone. Si uniscono per riconquistare Sophie e Lola, ma Max si arrende alla tentazione di nuovo e usa un'immersione come distrazione per rubare il diamante, che funziona perfettamente quando l'uomo di Mooré ci prova allo stesso tempo ma viene catturato, poiché il piano esposto da Max non funziona, in quanto volutamente falso.
Dopo la ricaduta, Lola lascia Max dopo che Lloyd ha sparato a Mooré uccidendolo quando viene a prendere il diamante. Max si rende conto del suo errore, scrive i suoi voti e riesce a riconquistare Lola all'aeroporto prima che se ne vada, proponendole "il primo diamante che abbia mai comprato".
Il giorno successivo, Max viene accolto da Stan mentre festeggia, che rivela di averlo incastrato: Stan ha fin dall'inizio istigato Max a rubare il diamante e ha lasciato che Burdett facesse tutto il lavoro mentre in seguito ha recuperato il diamante poiché lo aveva visto preparare il nascondiglio per esso. Max ammette che questa volta la sua nemesi ha vinto ed è semplicemente felice di vivere la sua vita con Lola, guardando i tramonti con lei.
Mentre Max e Lola si stanno divertendo sulla spiaggia, Max usa un telecomando che agisce sull'auto di Stan che è arrivata all'aeroporto, usandolo per scherzare con Stan, che si rende subito conto di cosa sta succedendo e non può farci niente. Lola chiede a Max se questa è "l'ultima volta", cosa che lui accetta.

## Produzione
La pellicola è stata prodotta principalmente dalla New Line Cinema, e in misura minore da Firm Films, Contrafilm, Rat Entertainment. Gli effetti speciali sono a cura di Warner Bros. Animation VFX, mentre la Atlantic Records si è occupata della colonna sonora. Le riprese sono state girate principalmente alle Bahamas e in California. Il budget è stato di circa $ 58 000 000.
Nel film recitano in un mini cameo tre giocatori dei Los Angeles Lakers del 2004: Shaquille O'Neal, Karl Malone e Gary Payton. Nella scena iniziale all'interno dello Staples Center viene inquadrato il pubblico tra cui si trova anche l'attore Edward Norton.
La scena in cui Sophie bacia Stan nei punti del corpo dove egli ha dolore è una citazione di una scena analoga de I predatori dell'arca perduta.

## Accoglienza
Il film nel primo week-end di apertura guadagna negli Stati Uniti $ 11.100.392, nel Regno Unito £ 664.223, in Australia $ 503.786, e in Italia € 392.573. In tutto negli States guadagnò $ 28.328.132 e nel resto del mondo $ 33.016.564 (di cui $ 1.229.202 solo in Italia), per un totale complessivo di circa $ 61.347.797. Riceve delle critiche generalmente positive: sul sito IMDb ottiene 6.3 punti su 10,
 e su MYmovies 2.54/5.